# Francisca López
Francisca López (nascuda el segle xv) fou una impressora valenciana.
El novembre del 1498, havent mort el seu marit Lope de la Roca, entra al negoci de la impremta i fou l'única dona impressora de la seva època i no solament per continuar el negoci com a vídua d'impressor, sinó que va conservar els punxons del seu marit, perquè sàvia de l'important que eren per continuar el negoci i de la dificultat per aconseguir-ne. Gravar punxons d'acer requeria comptar amb acers de qualitat, i sotmetre'ls a un procés molt difícil, que podia suposar la destrucció de la peça. Va llogar una societat amb antics empleats de l'home, com Juan Joffre i Sebastián de Escocia, utilitzant material de Jaume de Vila.